# Liste der Verteidigungsminister Schwedens
Liste der Schwedischen Verteidigungsminister
Zwischen 1840 und 1920 war das Verteidigungsministerium in zwei Ministerien, das Kriegs- und das Marineministerium, geteilt.

## Kriegsminister
- 1840–1840: Bror Cederström (1780–1877)
- 1840–1843: Axel Otto Mörner (1774–1852)
- 1843–1844: Arfved Lovisin (1772–1847)
- 1844–1848: Gustaf Peyron (1783–1852)
- 1848–1853: Carl Ludvig von Hohenhausen (1787–1866)
- 1853–1858: Nils Gyldenstolpe (1799–1864)
- 1858–1862: Magnus Björnstjerna (1805–98)
- 1862–1867: Alexander Reuterskiöld (1804–1891)
- 1867–1871: Gustaf Abelin (1819–1903)
- 1871–1877: Oscar Weidenhielm (1816–1884)
- 1877–1880: Henrik Rosensvärd (1816–1890)
- 1880–1882: Otto Taube (1832–1906)
- 1882–1887: Axel Ryding (1831–1897)
- 1887–1888: Gustaf Oscar Peyron (1828–1915)
- 1888–1892: Hjalmar Palmstierna (1836–1909)
- 1892–1899: Axel Rappe (1838–1918)
- 1899–1903: Jesper Crusebjörn (1843–1904)
- 1903–1905: Otto Virgin (1852–1922)
- 1905–1907: Lars Tingsten (1857–1937)
- 1907–1907: Arvid Lindman (1862–1936), Moderata samlingspartiet
- 1907–1911: Olof Malm (1851–1939), Moderata samlingspartiet
- 1911–1914: David Bergström (1858–1946)
- 1914–1914: Hjalmar Hammarskjöld (1862–1953)
- 1914–1917: Emil Mörcke (1861–1951)
- 1917–1917: Joachim Åkerman (1868–1958), Moderata samlingspartiet
- 1917–1920: Erik Nilson (1862–1925)
- 1920–1920: Per Albin Hansson (1885–1946), Sveriges socialdemokratiska arbetareparti

## Marineminister
- 1840–1844: Johan Lagerbjelke (1778–1856)
- 1844–1848: Carl August Gyllengranat (1787–1864)
- 1848–1849: Johan Fredrik Ehrenstam (1800–1849)
- 1849–1852: Baltzar von Platen (1804–1875)
- 1852–1857: Carl Ulner (1796–1859)
- 1857–1862: Carl Magnus Ehnemark (1803–1874)
- 1862–1868: Baltzar von Platen (1804–1875)
- 1868–1870: Magnus Thulstrup (1805–1881)
- 1870–1874: Abraham Leijonhufvud (1823–1911)
- 1874–1880: Fredrik von Otter (1833–1910)
- 1880–1892: Carl-Gustaf von Otter (1827–1900)
- 1892–1898: Jarl Christersson (1833–1922)
- 1898–1901: Gerhard Dyrssen (1854–1938)
- 1901–1905: Louis Palander (1842–1920)
- 1905–1905: Arvid Lindman (1862–1936)
- 1905–1906: Ludvig Sidner (1851–1917)
- 1906–1907: Wilhelm Dyrssen (1858–1929), Moderata samlingspartiet
- 1907–1910: Carl-August Ehrensvärd (1858–1944), Moderata samlingspartiet
- 1910–1911: Henning von Krusenstierna (1862–1933), Moderata samlingspartiet
- 1911–1914: Jacob Larsson (1851–1940)
- 1914–1917: Dan Boström (1870–1925)
- 1917–1917: Hans Ericson (1868–1945), Moderata samlingspartiet
- 1917–1920: Erik Palmstierna (1877–1959), Sveriges socialdemokratiska arbetareparti
- 1920–1920: Bernhard Eriksson (1878–1952), Sveriges socialdemokratiska arbetareparti

## Verteidigungsminister
| Minister                                    | Amtsbeginn         | Amtsende           | Partei                                    |
| ------------------------------------------- | ------------------ | ------------------ | ----------------------------------------- |
| Per Albin Hansson                           | 1. Juli 1920       | 27. Oktober 1920   | Sveriges socialdemokratiska arbetareparti |
| Carl Gustaf Hammarskjöld                    | 27. Oktober 1920   | 6. Juni 1921       | Moderata samlingspartiet                  |
| Otto Lybeck                                 | 6. Juni 1921       | 13. Oktober 1921   | Parteiloser                               |
| Per Albin Hansson                           | 13. Oktober 1921   | 19. April 1923     | Sveriges socialdemokratiska arbetareparti |
| Carl Malmroth                               | 19. April 1923     | 18. Oktober 1924   | Parteiloser                               |
| Per Albin Hansson                           | 18. Oktober 1924   | 7. Juni 1926       | Sveriges socialdemokratiska arbetareparti |
| Gustav Rosén                                | 7. Juni 1926       | 2. Oktober 1928    | Folkpartiet liberalerna                   |
| Harald Malmberg                             | 2. Oktober 1928    | 7. Juni 1930       | Moderata samlingspartiet                  |
| Carl Gustaf Ekman                           | 7. Juni 1930       | 19. Juni 1931      | Folkpartiet liberalerna                   |
| Anton Rundqvist                             | 19. Juni 1931      | 24. September 1932 | Parteiloser                               |
| Ivar Vennerström                            | 24. September 1932 | 19. Juni 1936      | Sveriges socialdemokratiska arbetareparti |
| Janne Nilsson                               | 19. Juni 1936      | 9. Dezember 1938   | Centerpartiet                             |
| Per Edvin Sköld                             | 16. Dezember 1938  | 31. Juli 1945      | Sveriges socialdemokratiska arbetareparti |
| Allan Vougt                                 | 31. Juli 1945      | 1. Oktober 1951    | Sveriges socialdemokratiska arbetareparti |
| Torsten Nilsson                             | 1. Oktober 1951    | 22. März 1957      | Sveriges socialdemokratiska arbetareparti |
| Sven Andersson                              | 22. März 1957      | 31. Oktober 1973   | Sveriges socialdemokratiska arbetareparti |
| Eric Holmqvist                              | 31. Oktober 1973   | 8. Oktober 1976    | Sveriges socialdemokratiska arbetareparti |
| Eric Krönmark                               | 8. Oktober 1976    | 18. Oktober 1978   | Moderata samlingspartiet                  |
| Lars de Geer                                | 18. Oktober 1978   | 12. Oktober 1979   | Folkpartiet liberalerna                   |
| Eric Krönmark                               | 12. Oktober 1979   | 5. Mai 1981        | Moderata samlingspartiet                  |
| Anders Dahlgren (geschäftsführend)          | 5. Mai 1981        | 22. Mai 1981       | Centerpartiet                             |
| Torsten Gustafsson                          | 22. Mai 1981       | 8. Oktober 1982    | Centerpartiet                             |
| Börje Andersson                             | 8. Oktober 1982    | 1. Dezember 1982   | Sveriges socialdemokratiska arbetareparti |
| Curt Boström (geschäftsführend)             | 1. Dezember 1982   | 17. Januar 1983    | Sveriges socialdemokratiska arbetareparti |
| Anders Thunborg                             | 17. Januar 1983    | 14. Oktober 1985   | Sveriges socialdemokratiska arbetareparti |
| Roine Carlsson                              | 14. Oktober 1985   | 4. Oktober 1991    | Sveriges socialdemokratiska arbetareparti |
| Anders Björck                               | 4. Oktober 1991    | 2. Oktober 1994    | Moderata samlingspartiet                  |
| Thage G. Peterson                           | 7. Oktober 1994    | 1. Februar 1997    | Sveriges socialdemokratiska arbetareparti |
| Björn von Sydow                             | 1. Februar 1997    | 30. September 2002 | Sveriges socialdemokratiska arbetareparti |
| Lena Hjelm-Wallén (geschäftsführend)        | 30. September 2002 | 22. Oktober 2002   | Sveriges socialdemokratiska arbetareparti |
| Pär Nuder (geschäftsführend)                | 22. Oktober 2002   | 4. November 2002   | Sveriges socialdemokratiska arbetareparti |
| Leni Björklund                              | 4. November 2002   | 6. Oktober 2006    | Sveriges socialdemokratiska arbetareparti |
| Mikael Odenberg                             | 6. Oktober 2006    | 5. September 2007  | Moderata samlingspartiet                  |
| Sten Tolgfors                               | 5. September 2007  | 29. März 2012      | Moderata samlingspartiet                  |
| Catharina Elmsäter-Svärd (geschäftsführend) | 29. März 2012      | 18. April 2012     | Moderata samlingspartiet                  |
| Karin Enström                               | 18. April 2012     | 3. Oktober 2014    | Moderata samlingspartiet                  |
| Peter Hultqvist                             | 3. Oktober 2014    | 18. Oktober 2022   | Sveriges socialdemokratiska arbetareparti |
| Pål Jonson                                  | 18. Oktober 2022   | amtierend          | Moderata samlingspartiet                  |